# كارل جينكنسون
كارل دانييل جينكينسون (بالإنجليزية: Carl Daniel Jenkinson)‏ وهو لاعب كرة قدم إنكليزي ولد في يوم 8 فبراير 1992 في مدينة هارلو في إنجلترا هذا اللاعب هو من والد إنكليزي ومن أم فنلندية حيث لعب مع منتخب فنلندا للشباب لكن حاليا يلعب دولي إنكليزي وله مباراة دولية مع منتخب إنكلترا لكرة القدم يبلغ طول هذا اللاعب 185 سم وهو يلعب في مركز الظهير الأيمن سبق لهذا اللاعب اللعب في صفوف نادي تشارلتون أثليتيك ومع نادي ويلينغ يونايتد و مع نادي إيستبورن بوروه.

## روابط خارجية
- كارل جينكنسون على موقع الاتحاد الأوربي (الإنجليزية)
- كارل جينكنسون على موقع قاعدة بيانات كرة القدم.إي يو (الإنجليزية)
- كارل جينكنسون على موقع ناشيونال فوتبول تيمز (الإنجليزية)
- كارل جينكنسون على موقع Soccerbase.com (لاعب) (الإنجليزية)
- كارل جينكنسون على موقع Soccerway.com (الإنجليزية)
- كارل جينكنسون على موقع عالم كرة القدم.نت (الإنجليزية)
- كارل جينكنسون على موقع AS.com (الإسبانية)